# 真夜中の動物園
『真夜中の動物園』（まよなかのどうぶつえん）は、2010年10月13日に発売された中島みゆきの37作目のオリジナルアルバムである。

## 解説
オリジナルアルバムとしては、『DRAMA!』以来約1年ぶりとなるアルバム。しかし、前作『DRAMA!』はミュージカル『SEMPO 〜日本のシンドラー 杉原千畝物語〜』に提供した楽曲や夜会で使用された楽曲を中心に構成された作品であったため、完全な新曲のオリジナルアルバムとしては『I Love You, 答えてくれ』以来約3年ぶりである。
また、中島のアルバム（ベストアルバムも含む）としては初めて、ボーナストラックが2曲収録されている。
オリコンアルバムチャートでは5位を記録し、中島は同チャートで1970年代から2010年代までの5つの西暦10年代連続で10位以内を獲得した初の女性アーティストとなった。

## 収録曲
- 全作詞／作曲：中島みゆき、編曲：瀬尾一三（特記以外）

1. 今日以来 - From This Day On[注 1]（編曲：瀬尾一三・中村哲）
2. 真夜中の動物園 - Midnight Zoo
3. まるで高速電車のようにあたしたちは擦れ違う - We Are All Rapidly Passing Each Other
4. ハリネズミだって恋をする - Even Hedgehogs Fall In Love
5. 小さき負傷者たちの為に - For The Small Wounded
6. 夢だもの - It's A Dream
  - 同年、まきちゃんぐがカバーした。
7. サメの歌 - A Shark's Song
8. ごまめの歯ぎしり - An Anchovy Gnashing Its Teeth
9. 鷹の歌 - The Falcon's Song
  - 2014年10月11日に放送されたフジテレビ開局55周年記念スペシャルドラマ『東京にオリンピックを呼んだ男』の主題歌として使用された。
10. 負けんもんね - Makenmon-ne (I Can't Loose)（編曲：瀬尾一三・中村哲）
11. 雪傘（ボーナストラック） - Snow Umbrella（編曲：瀬尾一三・小林信吾）
  - 2008年に工藤静香に提供した楽曲のセルフカヴァー。
12. 愛だけを残せ（Album Version）（ボーナストラック） - Just Save Love
  - 2009年公開の映画『ゼロの焦点』の主題歌として、同年にシングル発売された楽曲のアルバムヴァージョン。

## 演奏者
| 今日以来 - Drums：Kenny Aronoff - E.Bass：Neil Stubenhaus - A.Piano & B-3：Jon Gilutin - E.Guitars：Michael Thompson, Michaael Landau - E.Guitar Solo：Michael Landau, 古川望 - Keyboards：小林信吾 - Back Up Vocals：宮下文一・瀬尾一三 - Saxes & Solo：中村哲 - Saxes：渕野繁雄 - Synthesizer Programming：小林信吾 真夜中の動物園 - Drums：Vinnie Colaiuta - E. Bass：Neil Stubenhaus - A. Piano：Jon Gilutin - E. Guitar：Michael Landau - E. Guitar & Solo：古川望 - Keyboards：小林信吾 - Percussion：三沢またろう - Percussion Loop：寺尾修一郎 - Back Up Vocals：Julia Waters, Maxine Waters, Oren Waters, 宮下文一, 瀬尾一三 - Synthesizer Programming：小林信吾 まるで高速電車のようにあたしたちは擦れ違う - Drums：Kenny Aronoff - E.Bass：Neil Stubenhaus - A.Piano & B-3：Jon Gilutin - A.Guitars, E.Guitars & Flat Mandolin：Michael Thompson - Keyboards：小林信吾 - Back Up Vocals：杉本和世・坪倉唯子・宮下文一 - Synthesizer Programming：小林信吾 ハリネズミだって恋をする - E.Bass：Neil Stubenhaus - A.Piano：Jon Gilutin - Nylon Strings Guitar：Dean Parks - E.Guitar：古川望 - E.Guitar Solo：Michael Landau - Keyboards：小林信吾 - Percussion：三沢またろう - Synthesizer Programming：小林信吾 小さき負傷者たちの為に - Drums：Kenny Aronoff - E.Bass：Neil Stubenhaus - A.Piano：Jon Gilutin - E.Guitar & Solo：Michael Thompson - E.Guitar & Solo：古川望 - Keyboards：小林信吾 - Back Up Vocals：杉本和世・坪倉唯子・宮下文一 - Synthesizer Programming：小林信吾 夢だもの - Drums：Vinnie Colaiuta - E. Bass：Neil Stubenhaus - A. Piano：Jon Gilutin - E. Guitar：Michael Landau - Keyboards：小林信吾 - Back Up Vocals：杉本和世・坪倉唯子・宮下文一 - Violin：クラッシャー木村・武藤宏樹・遠藤雄一・村越麻希子・藤家泉子・長岡聡季・黒木健太・石橋尚子・崔誠一・横溝礼・石亀協子・菅野朝子 - Synthesizer Programming：小林信吾 | サメの歌 - Drums：Kenny Aronoff - E. Bass：Neil Stubenhaus - A. Piano：Jon Gilutin - E. Guitars：Michael Thompson, 古川望 - E. Guitar Solo：古川望 - Keyboards：小林信吾 - Back Up Vocals：杉本和世・坪倉唯子・宮下文一 - Synthesizer Programming：小林信吾 ごまめの歯ぎしり - Drums：Vinnie Colaiuta - E.Bass：Neil Stubenhaus - A.Piano & B-3：Jon Gilutin - A.Guitar：Michael Landau - Keyboards：小林信吾 - Synthesizer Programming：小林信吾 鷹の歌 - A.Piano：小林信吾 - E.Guitar Solo：Michael Thompson - Keyboards：小林信吾 - Synthesizer Programming：小林信吾 負けんもんね - Drums：Vinnie Colaiuta - E. Bass：Neil Stubenhaus - A. Piano & B-3：Jon Gilutin - E. Guitar：Michael Landau - E. Guitar Solo：古川望 - Keyboards：小林信吾 - Back Up Vocals：杉本和世・坪倉唯子・宮下文一 - Saxes & Solo：中村哲 - Trombone：清岡太郎 - Trumpet：佐々木史郎 - Synthesizer Programming：小林信吾 雪傘 - Drums：Vinnie Colaiuta - E. Bass：Neil Stubenhaus - A. Piano：Jon Gilulin - E. Guitar：Michael Landau - Keyboards：小林信吾 - Back Up Vocals：杉本和世・坪倉唯子・宮下文一 - Violin：弦一徹・金子芳子・押鐘貴之・永田真希・黒木薫・門脇大輔・海和伸子・村越麻希子・落合孝男・藤縄陽子 - Viola：森琢哉・三木章子 - Cello：岩永知樹・森田香織 - Synthesizer Programming：小林信吾 愛だけを残せ（Album Version） - Drums：Vinnie Colaiuta - E. Bass：Neil Stubenhaus - E. Piano：小林信吾 - A. Guitar：Dean Parks - E. Guitar Solo：Michael Thompson - Keyboards：小林信吾 - Back Up Vocals：Julia Waters, Maxine Waters, Oren Waters - Violin：弦一徹・金子芳子・押鐘貴之・永田真希・黒木薫・門脇大輔・海和伸子・村越麻希子・落合孝男・藤縄陽子 - Viola：森琢哉・三木章子 - Cello：岩永知樹・森田香織 - Synthesizer Programming：小林信吾 |